# Mầm bệnh

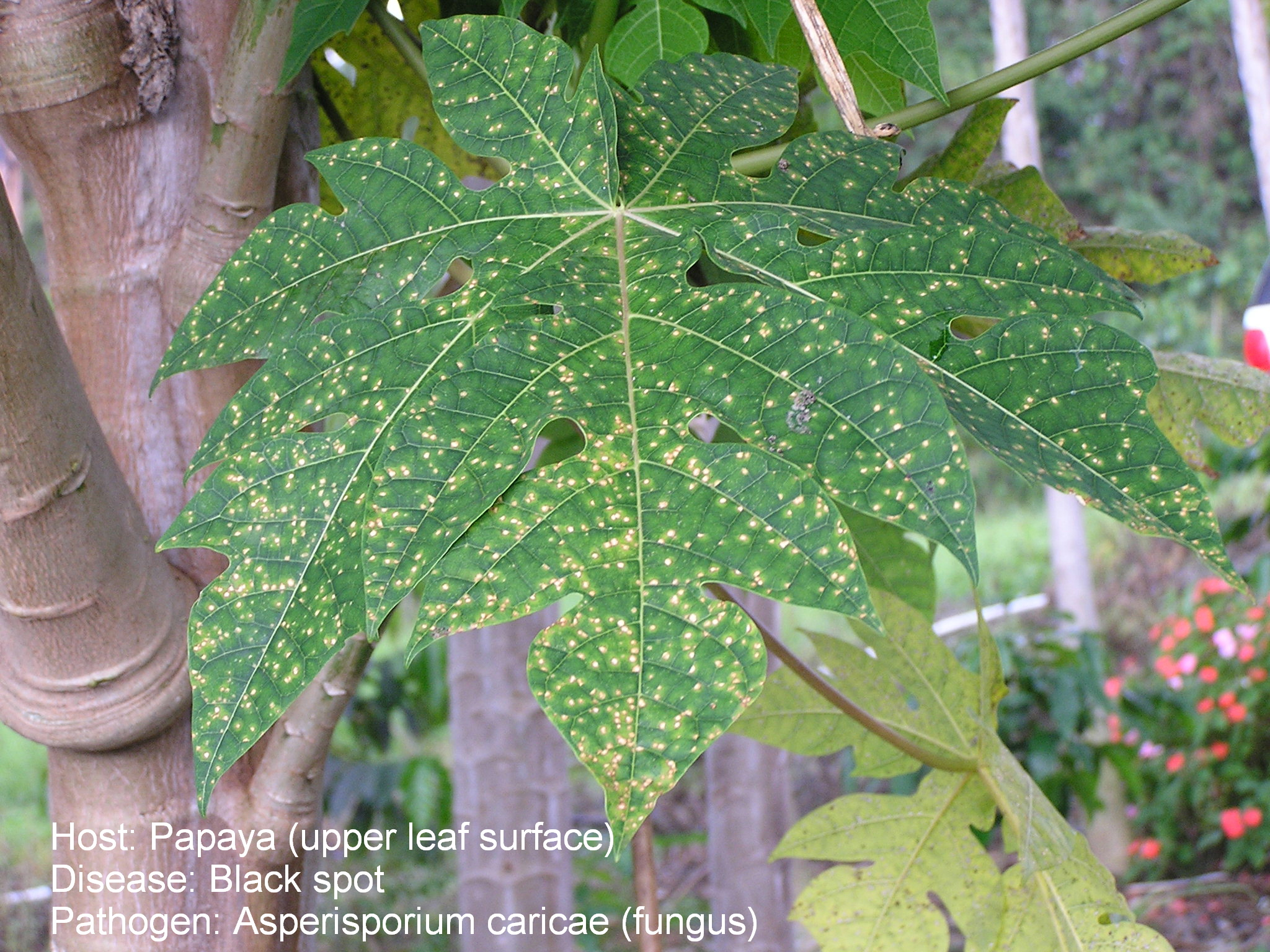
Chấm trắng trên lá cây đu đủ do vi khuẩn Asperisporium caricae gây ra

Một mầm bệnh (tiếng Anh là pathogen) hoặc tác nhân gây bệnh là một vi sinh vật, theo nghĩa rộng nhất có thể là virus, vi khuẩn, nấm... gây bệnh trong vật chủ. Các vật chủ có thể là động vật (kể cả con người), thực vật, hoặc thậm chí vi sinh vật khác.
Mầm bệnh thường xâm nhập vào vật chủ nhờ một số chất. Đất bị ô nhiễm đất có khả năng chứa mầm bệnh lâu nhất, bền vững nhất. Một số bệnh có thể do các tác nhân gây ra là bệnh đậu mùa, cúm, quai bị, sởi, thủy đậu, sốt xuất huyết và bệnh sởi Đức (Rubella).
Không phải con người không ưa thích tất cả các tác nhân gây bệnh. Trong Côn trùng học, tác nhân gây bệnh là một trong 3 thứ (động vật săn mồi, mầm bệnh và loài ký sinh) phục vụ kiểm soát sinh học tự nhiên hoặc giới thiệu để giảm số lượng động vật chân đốt có hại.